# Stefanos Dedas
Stefanos Dedas (grško Στέφανος Δέδας), grški košarkarski trener, 10. maj 1982, Grčija

## Trenerska kariera
Pri rosnih 27-letih je bil že pomočnik trenerja slovenske moške košarkarske reprezentance na EP2009, kjer je Slovenija osvojila trenutno najboljše 4. mesto. Na to mesto ga je pripeljal Jure Zdovc, ki ga spoznal v  grškem klubu Iraklis, kjer sta prvič sodelovala. Njegova primarna naloga je bila analiza nasprotnikov. Pred prihodom v Slovenijo je bil pomočnik trenerja v grškem PAOK-u, kjer je asistiral Banetu Preloviću. Jure Zdovc mu zelo zaupa, zato ga je povabil tudi v St. Petersburg in kasneje v turški Royal Halı Gaziantep. Bil je tudi pomočnik trenerja Jureta Zdovca na SP2014 in na EP2015.  

## Osebno
Je oče dve otrok. Po mnenju Jureta Zdovca je kot pravi Grk zelo vraževeren.